# Верестников, Владислав Аркадьевич
Владислав Аркадьевич Верестников (4 января 1947, Харьков, Украинская ССР — 21 сентября 2024, Москва) — советский и российский оперный певец (баритон) и педагог. Народный артист Российской Федерации (1994).

## Биография
Владислав Аркадьевич Верестников родился 4 января 1947 года в Харькове. В 1969 году окончил Харьковский институт радиоэлектроники.
В 1976 году окончил вокальное отделение Харьковского института искусств (классы сольного пения Т. Я. Веске и концертно-камерного пения И. М. Полян).
В 1975—1977 годах выступал в оперной труппе Харьковского театра оперы и балета.
В 1977 году был принят в стажёрскую группу, а в 1978 году вошёл в основную труппу Большого театра. Его наставниками были Пантелеймон Норцов и Павел Лисициан. Исполнил более 30 партий в операх русских и зарубежных композиторов. Гастролировал в США, Японии, Италии, Франции, Дании, Голландии, Германии, Греции, Турции, на Кипре. Был солистом оперной труппы Большого театра до 2006 года.
Выступал как солист Президентского симфонического оркестра, с которым гастролировал в Японии и США.
С 2005 года преподавал сольное пение на вокальной кафедре Московского государственного института музыки им. А. Шнитке. С 2006 года также преподавал в Центре оперного пения Галины Вишневской (педагог дополнительного образования).
Скончался 21 сентября 2024 года на 78-м году жизни после тяжёлой и продолжительной болезни. Похоронен 25 сентября на Троекуровском кладбище (участок 21).

### Семья
- Жена — певица Людмила Борисовна Сергиенко (род. 1945), солистка Большого театра, педагог, народная артистка РСФСР.

## Награды и премии
- 4-я премия VII Всесоюзного конкурса вокалистов им. М. И. Глинки (Тбилиси, 1975).
- Заслуженный артист РСФСР (3 марта 1988).
- Народный артист Российской Федерации (1 декабря 1994) — за большие заслуги в области искусства[4].
- Орден Дружбы (22 марта 2001).
- Медаль «В память 850-летия Москвы» (2001).
- Юбилейный знак «225 лет Большому театру России».
- Лауреат премии Фонда Ирины Архиповой (2006).
- «Юбилейная медаль Международного союза музыкальных деятелей» (2006).

## Оперные партии

### Харьковский театр оперы и балета
- «Евгений Онегин» Чайковский — Онегин
- «Севильский цирюльник» Дж. Россини — Фигаро
- «Кармен» Ж. Бизе — Эскамильо
- «Травиата» Дж. Верди — Жермон

### Большой театр
- 1978 — «Так поступают все женщины…» В.-А. Моцарт — Гульельмо
- «Бал-маскарад» Дж. Верди — Ренато
- «Травиата» Дж. Верди — Жермон
- «Дон Карлос» Дж. Верди — Ди Поза
- «Трубадур» Дж. Верди — Ди Луна
- «Сила судьбы» Дж. Верди — Дон Карлос
- «Аида» Дж. Верди — Амонасро
- «Тоска» Дж. Пуччини — Скарпиа
- «Богема» Дж. Пуччини — Марсель
- «Севильский цирюльник» Дж. Россини — Фигаро
- «Свадьба Фигаро» В. А. Моцарта — Фигаро
- «Сельская честь» П. Масканьи — Альфио
- «Ночь перед Рождеством» Н. А. Римского-Корсакова — Голова
- «Царская невеста» Н. А. Римского-Корсакова — Грязной
- «Кащей Бессмертный» Н. А. Римского-Корсакова — Иван Королевич
- «Скупой рыцарь» С. В. Рахманинова — Герцог
- «Американцы» Е. Фомин — Ацем
- «Аскольдова могила» А. Верстовский — Неизвестный
- «Орлеанская дева» П. И. Чайковский — Лионель
- «Евгений Онегин» Чайковский — Онегин
- «Кармен» Ж. Бизе — Эскамильо
- «Богема» Дж. Пуччини — Рудольф
- «Возрождённый май» В. Губаренко — Пётр Бородин
- «Паяцы» Руджеро Леонкавалло — Пролог и Тонио
- «Фауст» Шарль Гуно — Валентин
- «Испанский час» Равеля — Рамиро
- «Ифигения в Авлиде» Глюка — Агамемнон
- «Адриенна Лекуврер» Чилеа — Мишоне
- «Мазепа» Чайковский — Мазепа
- «Иоланта» Чайковский—Роберт
- «Пиковая дама» Чайковский —Елецкий
- «Опричник» Чайковский — Вязьминский
- «Хованщина» — Шакловитый
- «Борис Годунов»М. П. Мусоргского М. П. Мусоргского — Рангони
- «Война и мир» С. Прокофьева — Долохов
- 2001 — «Игрок» С. Прокофьева (дирижёр-постановщик Геннадий Рождественский) — мистер Астлей

## Дискография
- «Сельская честь» П. Масканьи — Альфио
- «Так поступают все женщины…» В.-А. Моцарт — Гульельмо
- «Ночь перед Рождеством» Н. А. Римского-Корсакова — Голова
- «Царская невеста» Н. Римского-Корсакова — Грязной
- «Кащей Бессмертный» Н. Римский-Корсаков — Иван Королевич
- «Скупой рыцарь» С. В. Рахманинова — Герцог
- «Американцы» Е. Фомин — Ацем
- «Аскольдова могила» А. Верстовский — Неизвестный